# Ахеменид Исповедник
Ахеменид Персијски  (грч. Αχαιμενιδης) је светитељ у лику исповедника. 
Православна црква га помиње 3. новембра.
Свети Ахеменид је живео у време византијског цара Теодосија II и персијског краља Издегерда. Потицао је из племените и богате персијске породице. Дошло је време и он је упознао веру Христову, оставивши иза себе веру својих предака и оставивши њихова богатства. То је постало познато краљу Издегерду, који је учинио све да га убеди да прихвати своју првобитну веру. Када је цар видео да не може да убеди светитеља, нареди да га подвргну мучењима и свакојаким понижењима у друштву. Када је цар видео да се светитељ после свог страдања није одрекао хришћанства, наредио је да га оставе на миру под условом да напусти Персију. Свети Ахеменид је умро у миру.